# Principio de superposición de ondas

Ejemplos de superposición de ondas.

El principio de superposición de ondas consiste en que la onda resultante de la interacción entre dos ondas, que se han de desplazar en el mismo medio y a la vez, equivale a la suma de cada una de las ondas por separado. Después de interactuar entre ellas, cada una de las ondas mantiene su forma original.